# JR西日本125系電車
125系電車（125けいでんしゃ）は、西日本旅客鉄道（JR西日本）の直流一般形電車である。

## 概要
小浜線の電化開業に合わせて投入された車両で、JRグループの新製車両ではJR四国の7000系以来2例目となる営業用の両運転台電車である。
これまで、JR西日本管内の電化ローカル線には日本国有鉄道（国鉄）時代に製造された近郊形車両を短編成化・内装更新などの改造を施して配置することが多かったが、小浜線と加古川線の電化工事に関しては地元自治体からの補助があったために新車を投入することになり、アーバンネットワーク用車両の設計思想を元に省エネルギー、運用効率や快適性の向上を目指して開発された。
本系列の導入で敦賀駅 - 小浜駅間は7分、小浜駅 - 東舞鶴駅間は3分、加古川駅 - 西脇市駅間は5分の時間短縮となった。

### 車両区分について
JR西日本では普通列車用の電車については列車や線区の実情に合わせて通勤形、近郊形の区分を徹底しているが、当時のJR西日本では国鉄時代の車両形式区分を基本的に踏襲していたため、車両形式区分の第2位の数字「2」の車両は通常であれば近郊形に区分されるが、本形式は使用されている小浜線や加古川線の電化目的で製作された車両であり、置き換え対象となった車両が一般形気動車であったことからローカル線用の標準タイプとして例外的に一般形へ区分されている。

## 車両概説
両運転台構造のクモハ125形制御電動車（cMc）1形式のみが存在する。なお、東日本旅客鉄道（JR東日本）のサロ124形とサロ125形は113系の形式であるため、当形式との関連はなく、車両番号の重複も生じていない。
車両は最大5両編成まで連結することができる。

### 車体
223系2000番台の車体構造を基本構造とした軽量ステンレス構体を採用し、単行運転可能な両運転台構造としている。ドアは運転台直後に片側2か所の両引戸を設けているが、中央部にも1か所増設可能な構造となっている。これは223系2000番台中間車の車体側面部材をそのまま流用したためである。窓配置についても基本構造とした223系と同様に5連窓となっている。車体色は前面窓下と側窓上下にエメラルドグリーンの帯が入り、側窓下の帯はエメラルドグリーン+グレーのツートンとなっている。
前頭形状は223系と大きく異なる切妻の貫通式で、運転台横に縦長の小窓を備える。207系などと同一のミュージックホーン、警笛器を装備している。なお、521系などJR西日本の近郊形車両で実施している先頭車への転落防止幌取り付けは当形式では実施されていない。

### 内装
223系を基本とし、前位側のドア付近には3人掛けのロングシートを設置、それ以外は車いすの旅客が容易に通行できるように考慮して、当初1列+2列の転換クロスシートが設置された。中央部ドアの増設予定部分は「ゆとりスペース」と名付けられ、当初は座席の配置が無かった。
運用後、座席数が少ないとする苦情を受け、小浜線向けの車両（1 - 8）は2003年（平成15年）12月 - 2004年（平成16年）1月にかけて地元負担で2列+2列に改造された。また、ゆとりスペースにも座席が設置された。ただし、荷棚に貼付された座席番号表記シールは交換されていない。
後位側ドアには隣接して車椅子対応の洋式トイレが設置されている。トイレの対面には座席を設備しない車椅子スペースを設けてあり、壁面にパネル式暖房器が装備されている。窓ガラスは灰色のUVカットガラスが採用された。

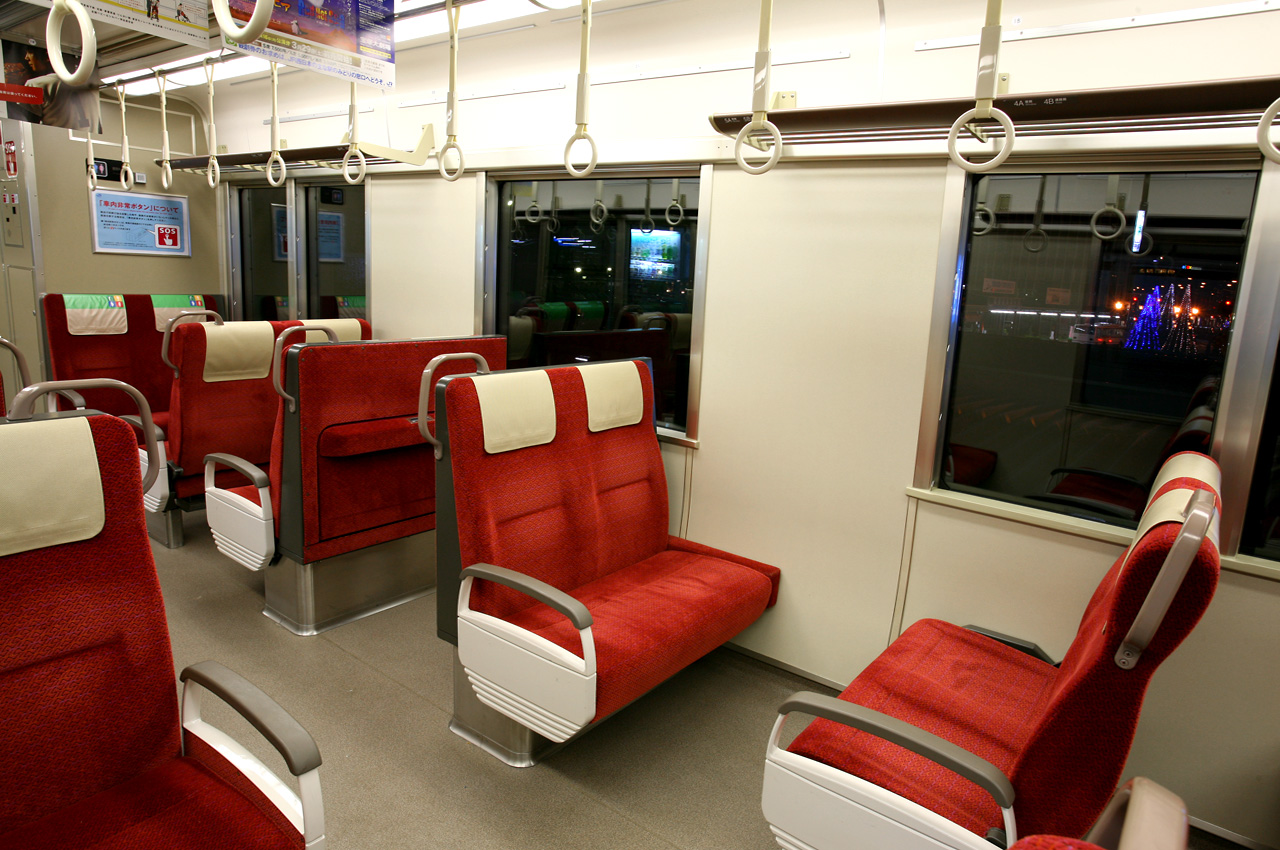
車体中央部の座席配置 （3次車）

### 主要機器
1両での運用が多いことから、事故・故障時に直ちに運転不能に陥ることがないよう、機器の二重系統化が図られている。
制御方式は、東洋電機製造のPWM-IGBTVVVFインバータ制御装置1個で1台の電動機を駆動する1C1M方式である。2系統のうち1系統の制御装置が故障しても、残り1系統の制御装置により運転の続行が可能である。また、性能選択スイッチにより、207系・221系・223系などとの併結運転が可能となっている。
主電動機は、1時間定格出力220 kWであるかご形三相誘導電動機 WMT102B-T を搭載する。
ブレーキは電力回生併用電気指令式空気ブレーキで、保安ブレーキはフェイルセーフの思想に基づいて各台車に別系統で装備し、冗長化を図っている。
補助電源装置はSIV (WSC39：120 kVA) を2基装備している。
集電装置は、ステンレス製であるWPS28Aシングルアーム式パンタグラフを前位に1基搭載している。車両番号7・8・11・12・16 - 18は霜取り用パンタグラフを後位に増設して2基搭載する。このうち後述する1次車が落成した時点で霜取り用パンタグラフが搭載されたのは7・8のみであったことから、小浜線電化後の2003年（平成15年）冬には架線の凍結による輸送障害が頻発した。
台車は、前位側が電動台車（WDT59A）、後位側が付随台車（WTR243B）の構成であり、単行電車でありながらMT比=1：1としている。いずれも軽量ボルスタレス台車である。
変電所の容量の関係や線路条件などから小浜線や加古川線での運用最高速度は85 km/h、北陸本線や回送時など他線区での運用最高速度は120 km/hである。

## 次車別解説

### 1次車
2003年（平成15年）3月15日の小浜線敦賀駅 - 東舞鶴駅間の直流電化完成に合わせて8両（車両番号1 - 8）が投入された。当初は福知山支社福知山運転所電車センター（現：吹田総合車両所福知山支所）に在籍していたが、2006年（平成18年）10月21日より金沢支社敦賀地域鉄道部に転属し、敦賀運転センター車両管理室に配置された。同時に、編成記号が V から F へ変更された。
なお、最初の約3年半だけ福知山運転所に在籍していた理由は、小浜線が電化開業した当時敦賀駅構内が小浜線のホーム、留置線などの関連するところだけ直流電化されただけにとどまっており、当時は交流電化だった敦賀地域鉄道部（当時は福井地域鉄道部・敦賀運転派出）構内への出入りができなかったためである。

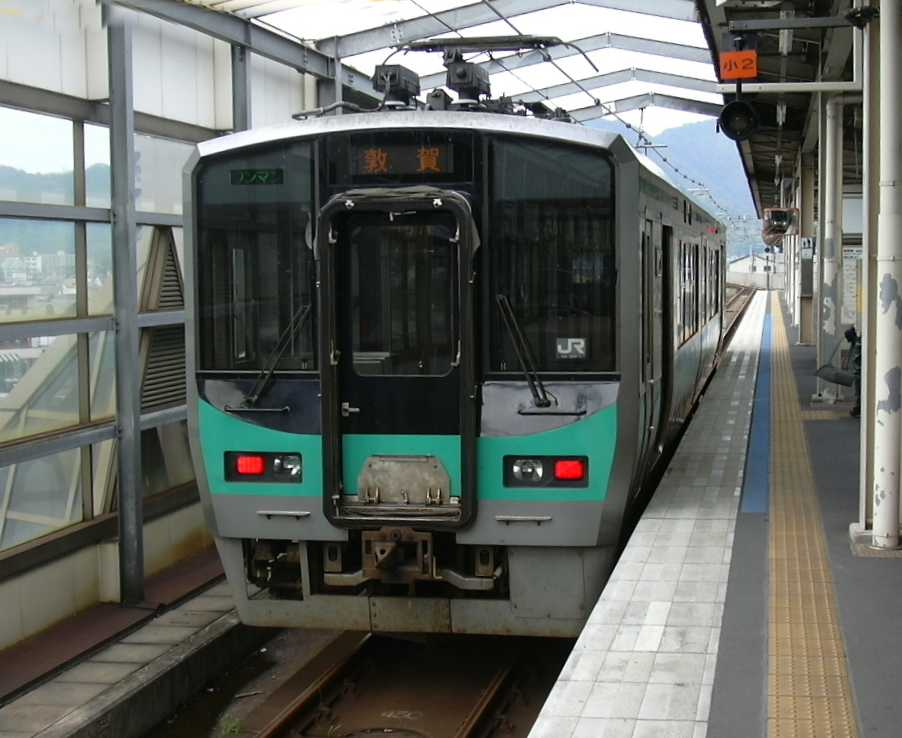
1次車
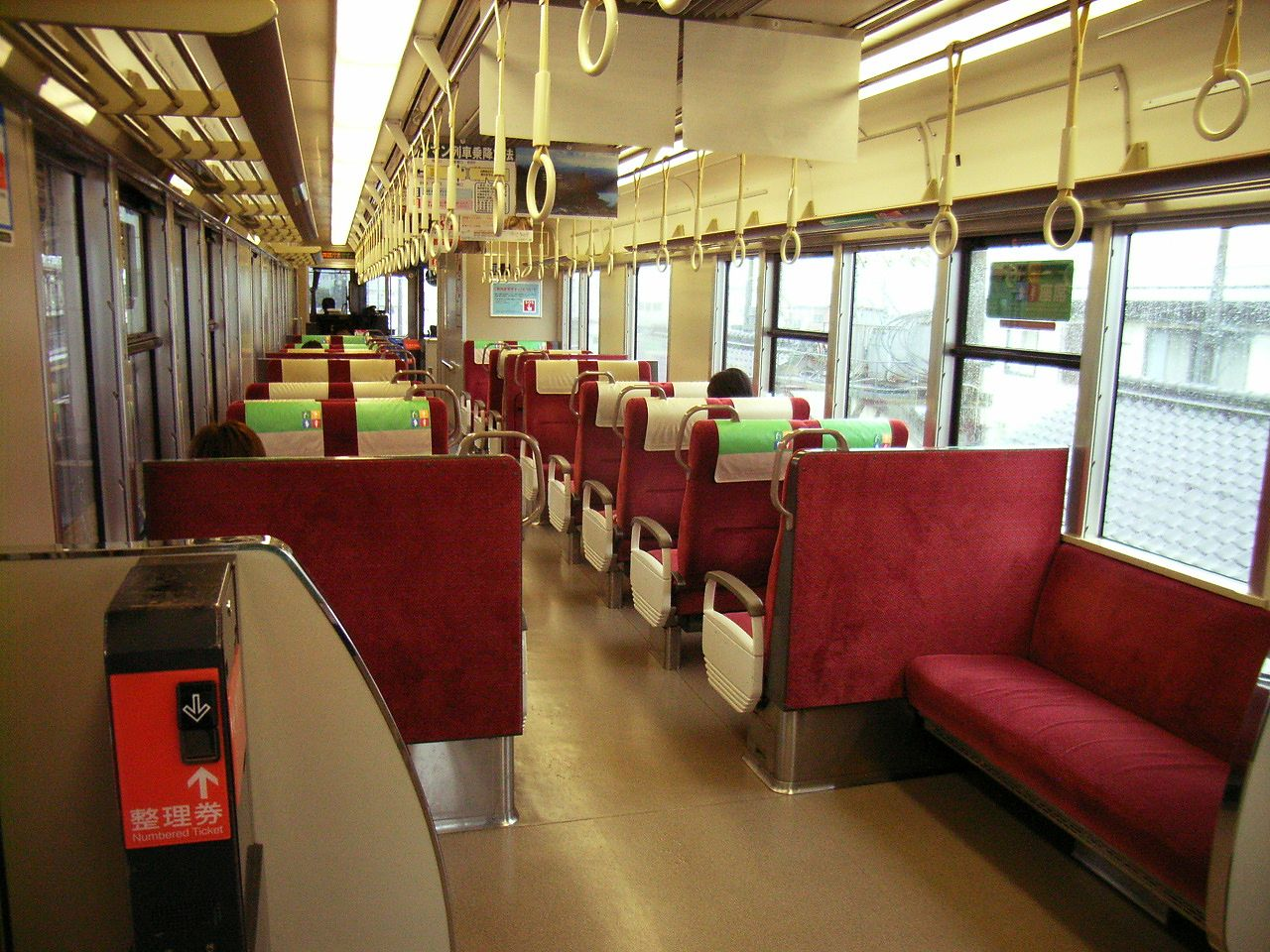
座席交換後の1次車の車内
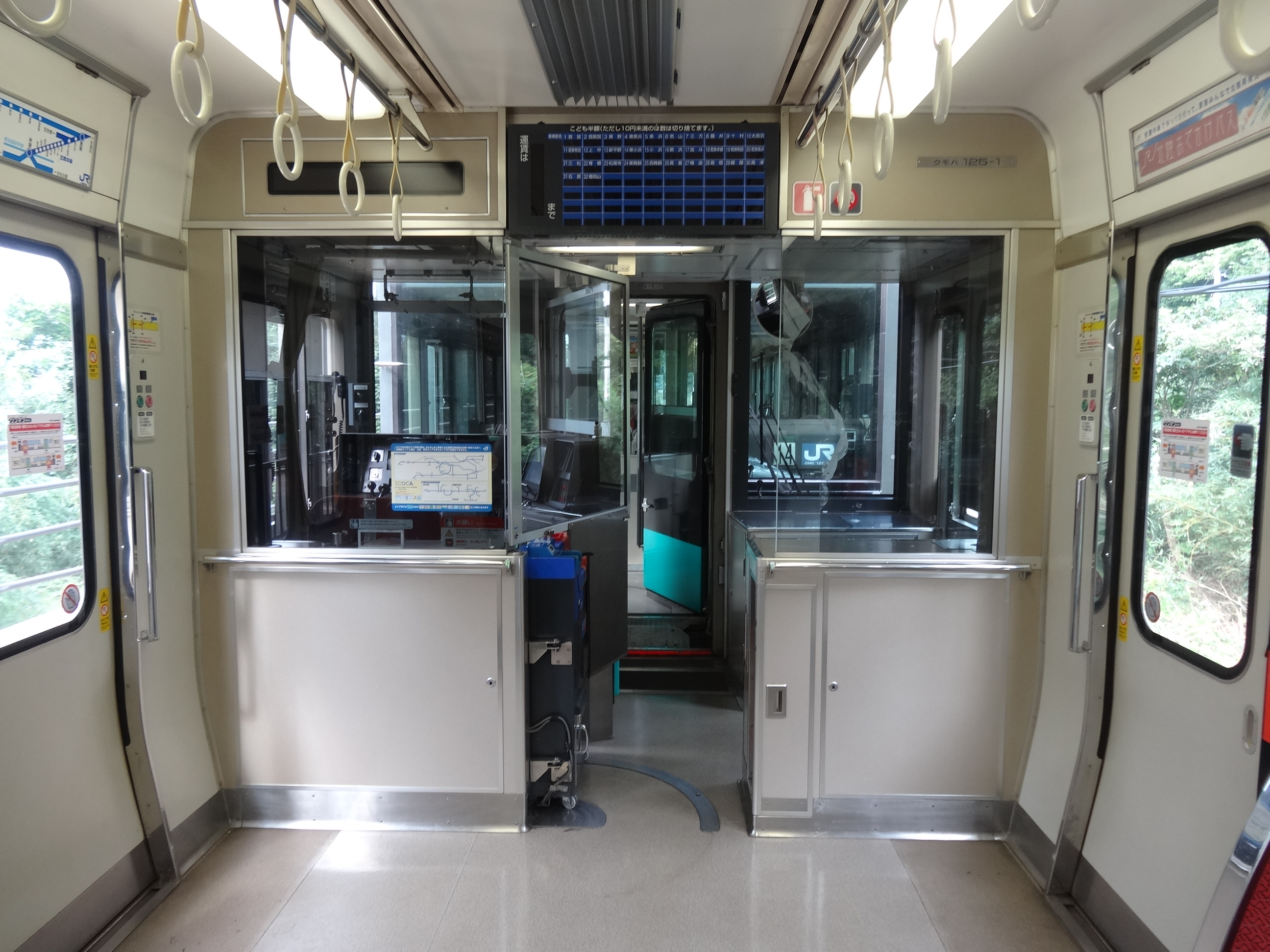
比較的開放的な構造である。

### 2次車
2004年（平成16年）12月19日に加古川線加古川駅 - 谷川駅間の直流電化完成に合わせて4両（車両番号9 - 12）が投入された。4両全車が近畿統括本部網干総合車両所に所属し、加古川派出所に配置されている。
1次車と比べ、主に以下のような変更がなされている。
- 側窓はUVカット率と飛来物貫通防止性能を向上させたグリーンガラスに変更。
- 前面下部の排障器（スカート）を強化型に変更。
- 冷房装置はオゾン層破壊防止の観点から代替フロンを使用した WAU705B に変更。
- 集電装置を、アルミニウム製である WPS28B に変更[4]。
- クロスシートは横1+2列配置。座席のほとんどが進行方向に向けることができるようになった。
- 助士席側に作業用ステップを設置。
- トイレの汚物処理システムは地上設備の関係上、1・3次車とは異なりカセット式である（1・3次車は新幹線300系電車などで採用されている清水空圧式）。

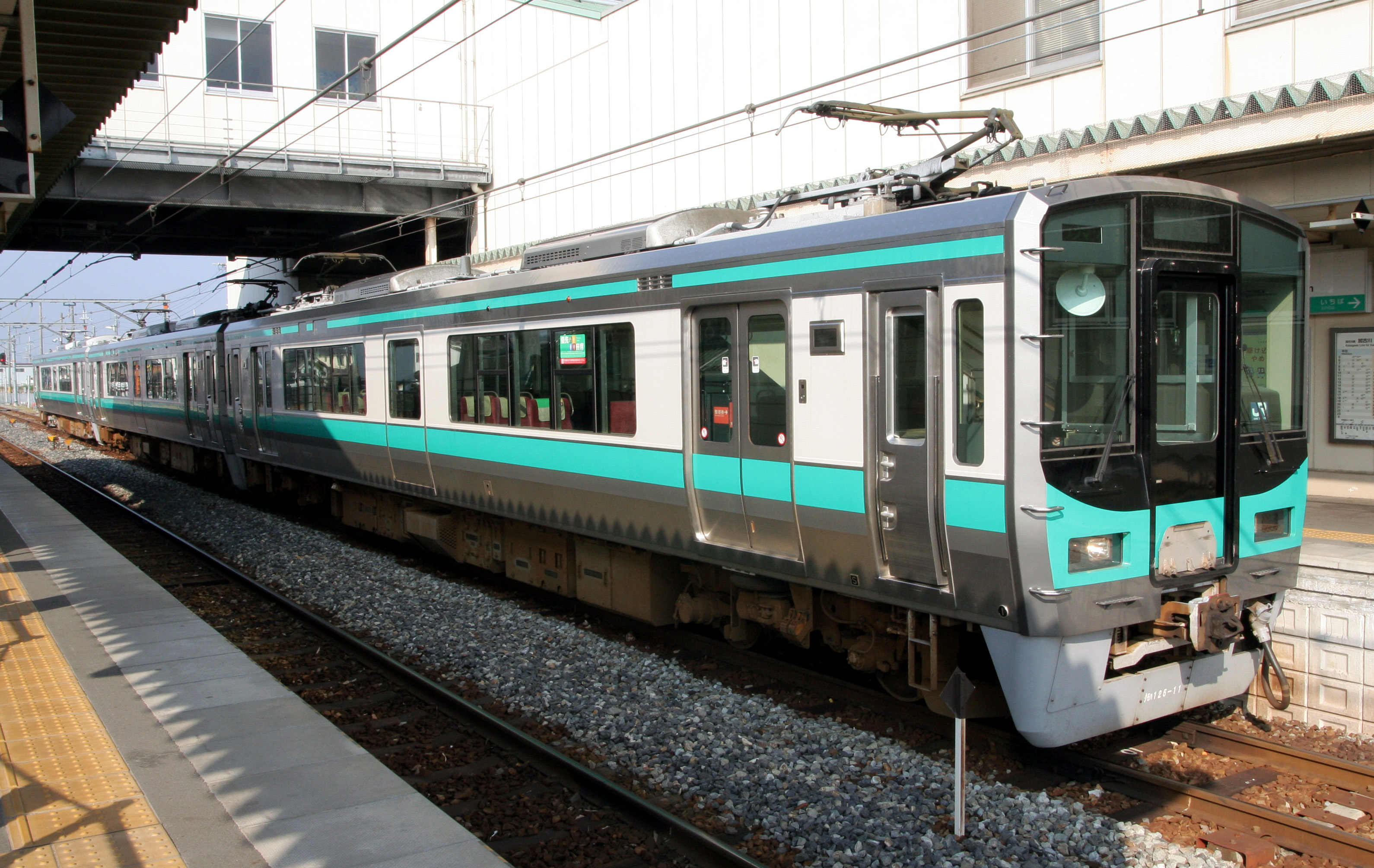
クモハ125-11（1・3位側） 排障器（スカート）が大型化された
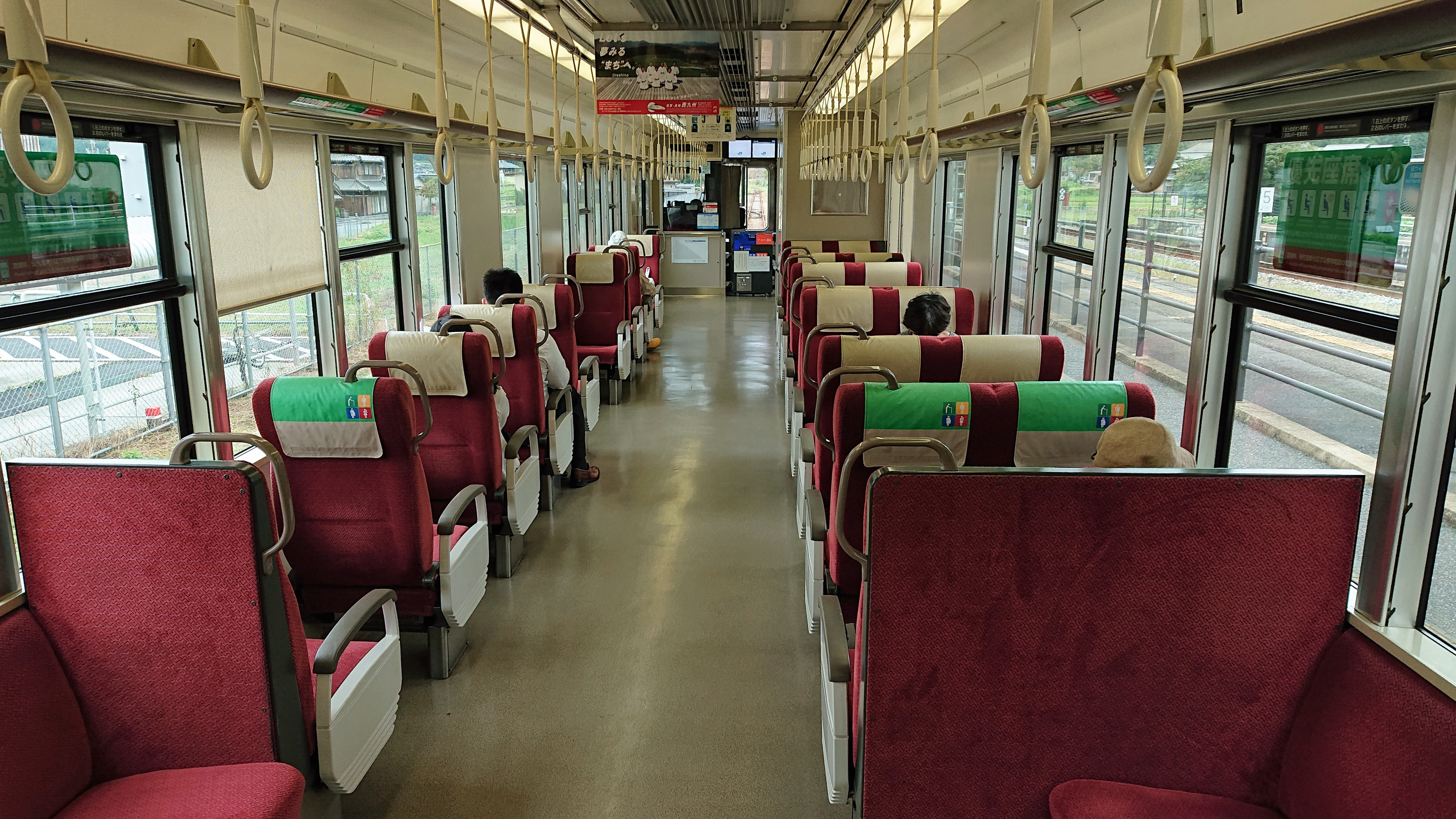
2次車（クモハ125-11）の車内
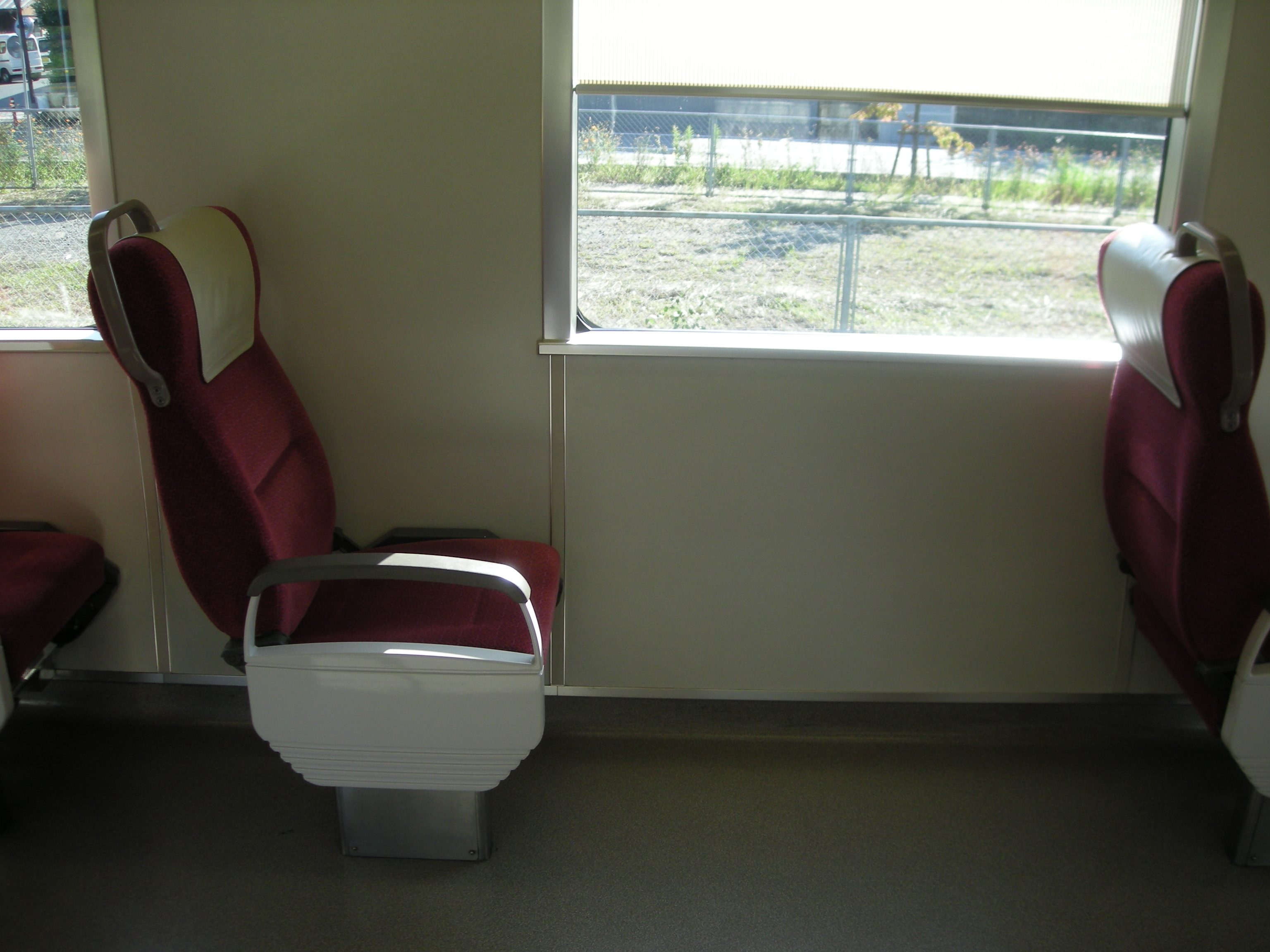
2次車のゆとりスペース

### 3次車
2006年（平成18年）9月24日に北陸本線長浜駅 - 敦賀駅間、湖西線永原駅 - 近江塩津駅間が交流電化から直流電化に変更され、10月21日ダイヤ改正に合わせて6両（車両番号13 - 18）が投入された。この3次車の製造費用（1両あたり1億8千万円）は全額地元自治体の滋賀県と福井県が負担している。全車が敦賀地域鉄道部に所属し、敦賀運転センター車両管理室に配置されている。
2次車までの変更点は次の通り。
- 室内蛍光灯カバーと優先座席ステッカーを321系と同じものに変更。
- 座席については当初から2+2列で落成。
- 1・2次車の運転室と客室は運賃箱で仕切られていたが、521系と同じような助士席側へスライドする引き戸とされた。
- 前面幌枠の形状が若干変更された。
- 運賃表示器には1次車の敦賀駅 - 福知山駅間に加え、敦賀駅 - 米原駅間・近江塩津駅 - 近江今津駅間の駅名表示が追加された（1次車は敦賀駅 - 福知山駅間のみで存置）。

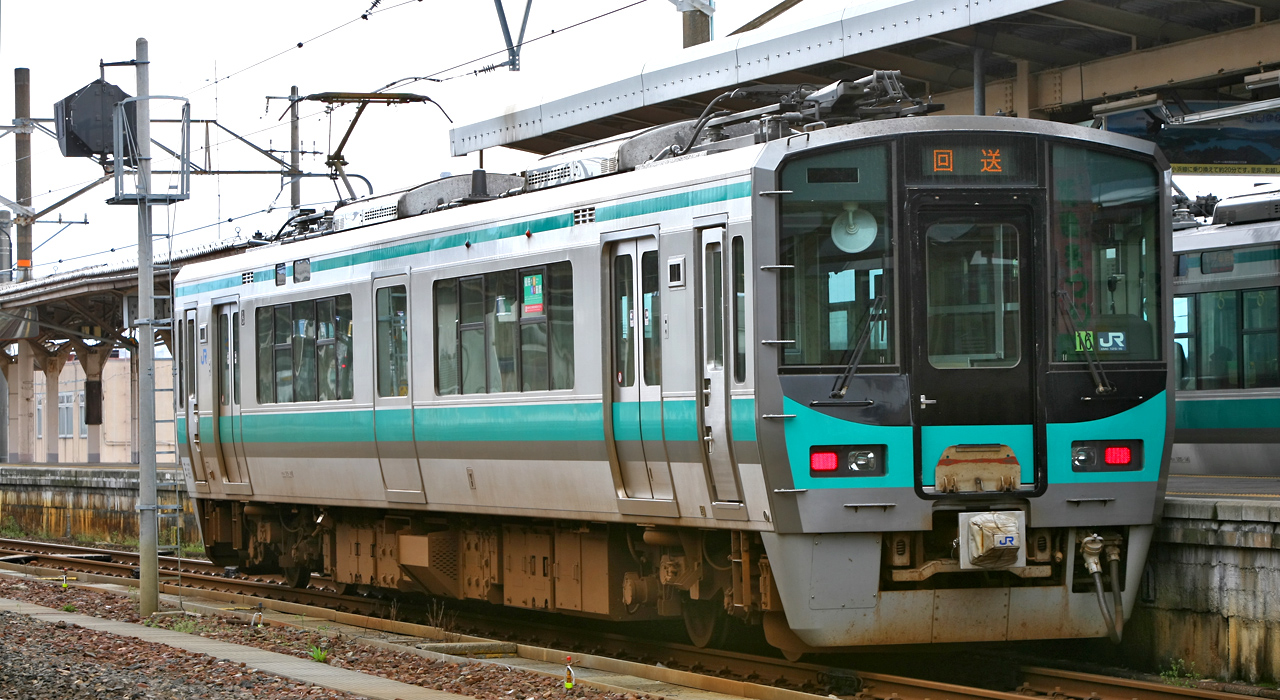
3次車 クモハ125-16（1・3位側）
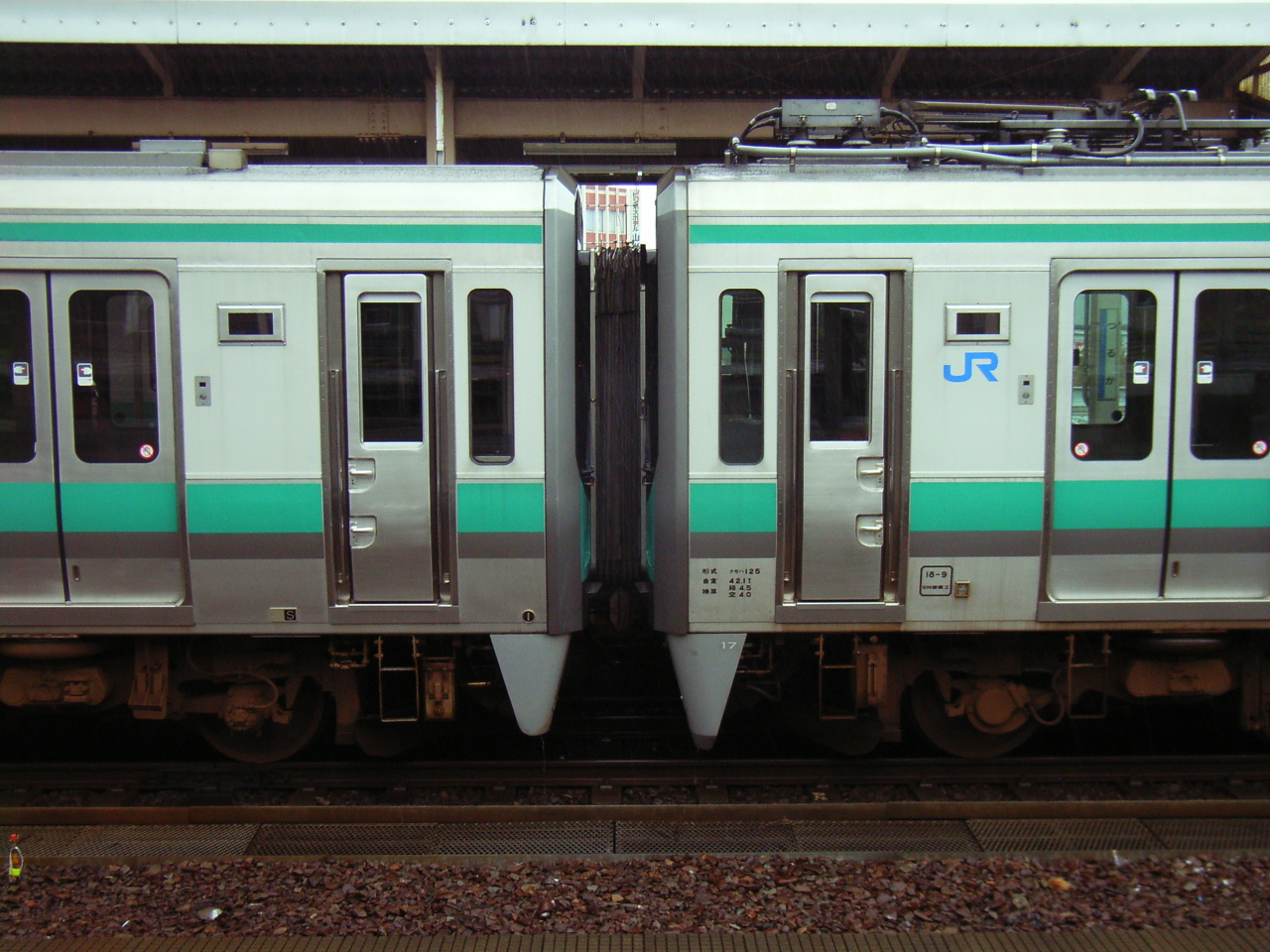
1次車（左）と3次車（右） 窓色やスカート丈に差異がある。
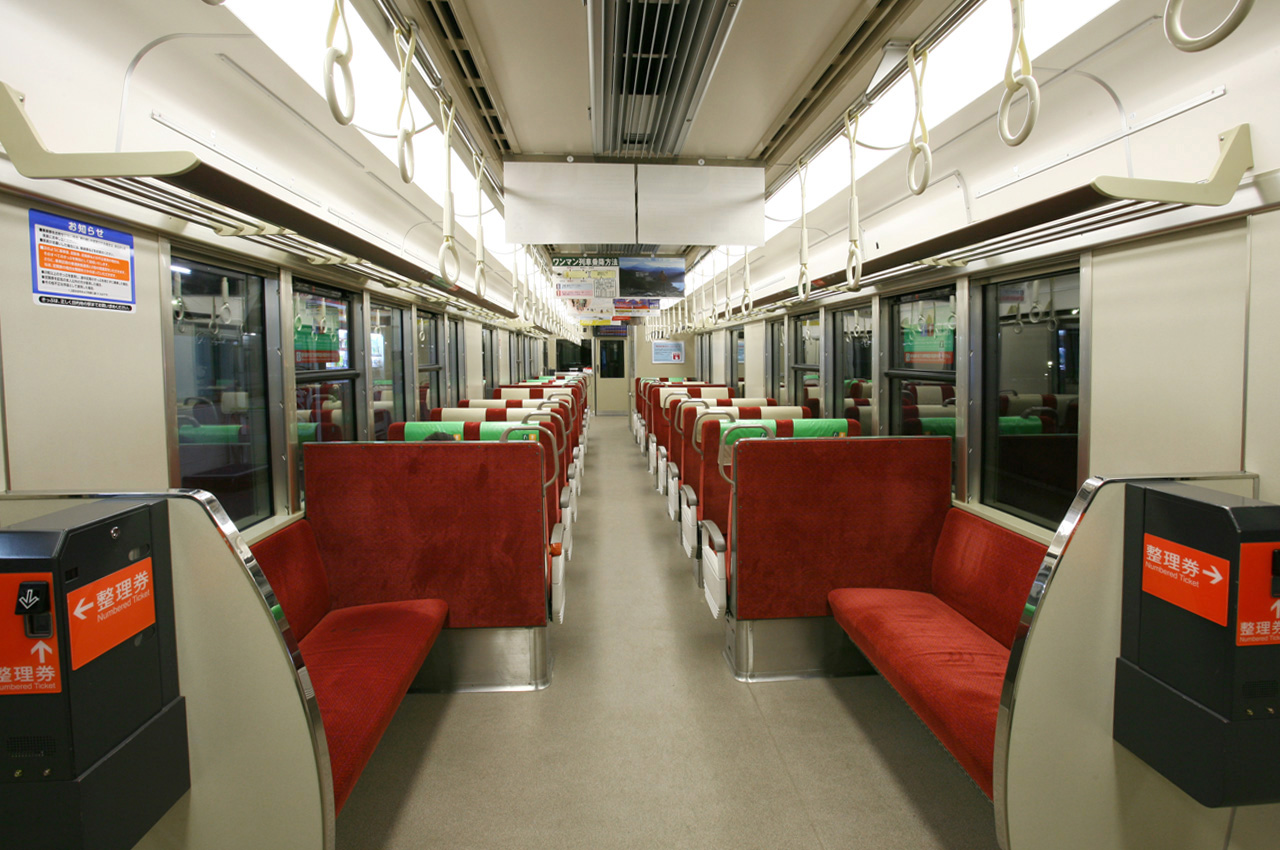
3次車の客室 蛍光灯カバーに丸みが付いている。
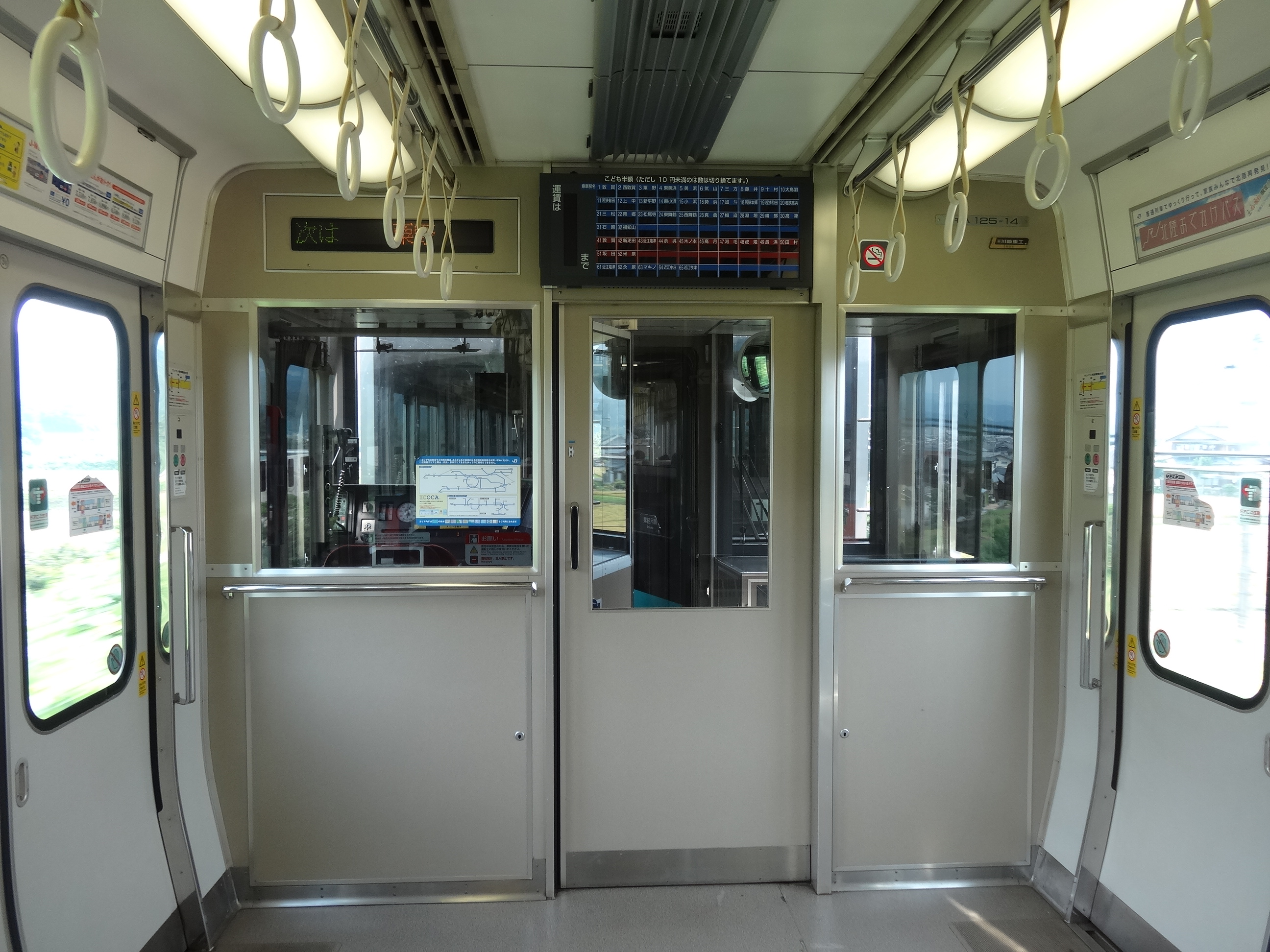
乗務員室に客室との仕切り用引き戸が設置された。

## 運用

### 小浜線

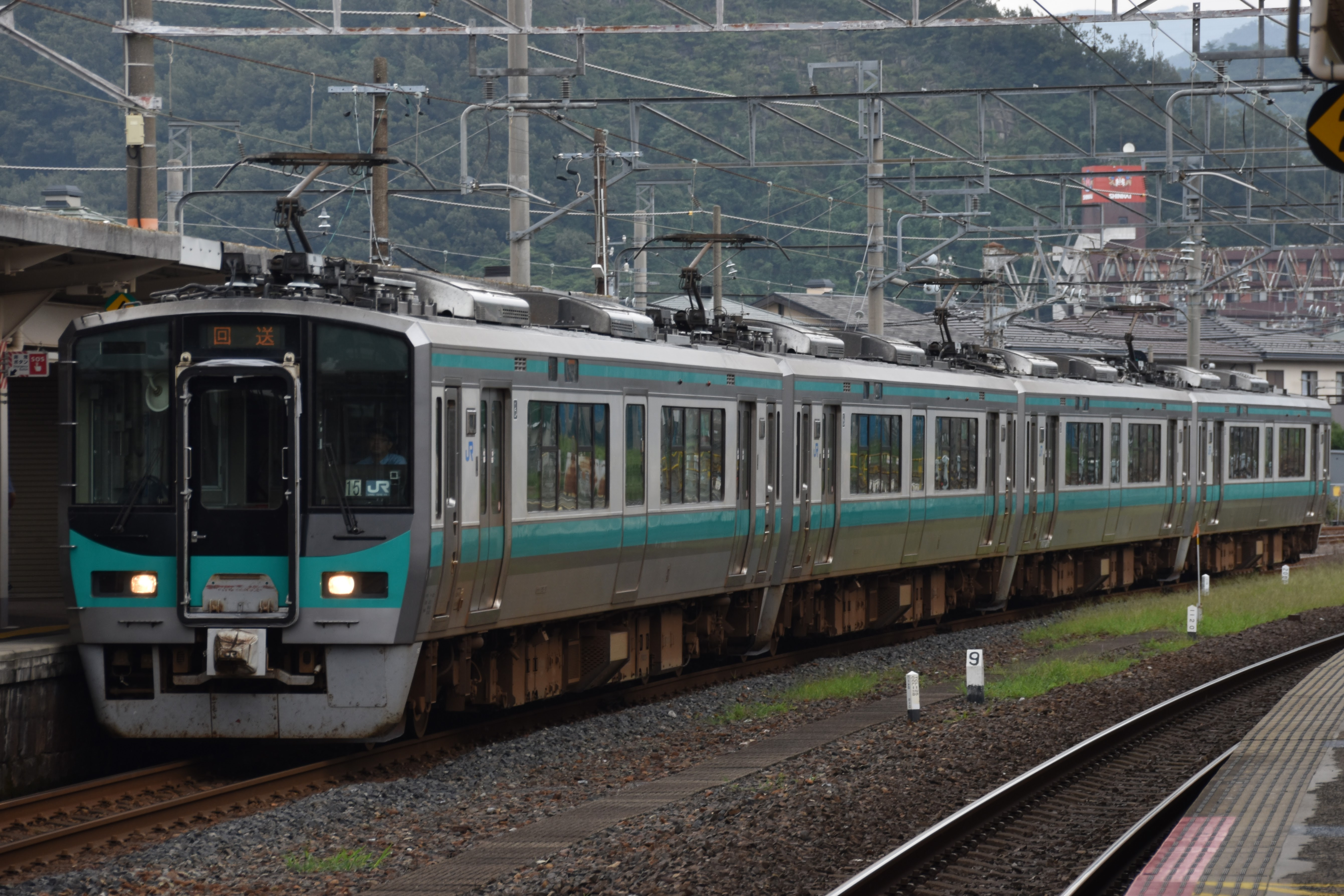
1次車と3次車の混成4両編成

2024年（令和6年）10月1日現在、金沢車両区敦賀支所（旧：金沢総合車両所敦賀支所）にF編成14両（1 - 8・13 - 18）が所属している。主に小浜線において運用されている。かつては最大4両編成で運転されていたが、2024年（令和6年）3月16日現在では全て2両編成での運転である。
通常の営業運転において、客用ドアは常時半自動扱いである。ドアチャイムは、1次車は全自動扱い時のみ、3次車は半自動扱い時にも鳴動する。
3次車の投入により、小浜線の朝ラッシュ時に1往復設定されていた113系4両編成を使用した運用がなくなり、同線の列車はすべて本系列に統一されたが、2009年（平成21年）3月14日から2010年（平成22年）3月12日までは521系も運用されていた。また、その後も代走などで521系での運用が見られる。その後、ATS-Pの車上装置をトイレの後方に搭載する改造を受けた。これに伴い、座席定員が2名分減ったほか、外観ではトイレの横の窓がステンレス板で塞がれた。
2015年（平成27年）より2020年（令和2年）まで、F18編成（クモハ125-18）に沿線のご当地キャラのラッピングが施された「おばませんキャラ号6」が運用されていた。
2023年（令和5年）3月18日より、17年ぶりに西舞鶴駅 - 福知山駅間での運用が再開された。
2024年（令和6年）8月25日より、F17編成（クモハ125-17）がサバをデザインしたラッピング車両「サバ号」として運行されている。運行期間は2029年（令和11年）頃まで。
2024年（令和6年）、11月9日より、F18編成（クモハ125-18）が若狭湾で養殖しているトラフグ(若狭ふぐ)をデザインしたラッピング車両「トラフグ号」として運行されている。

### 加古川線

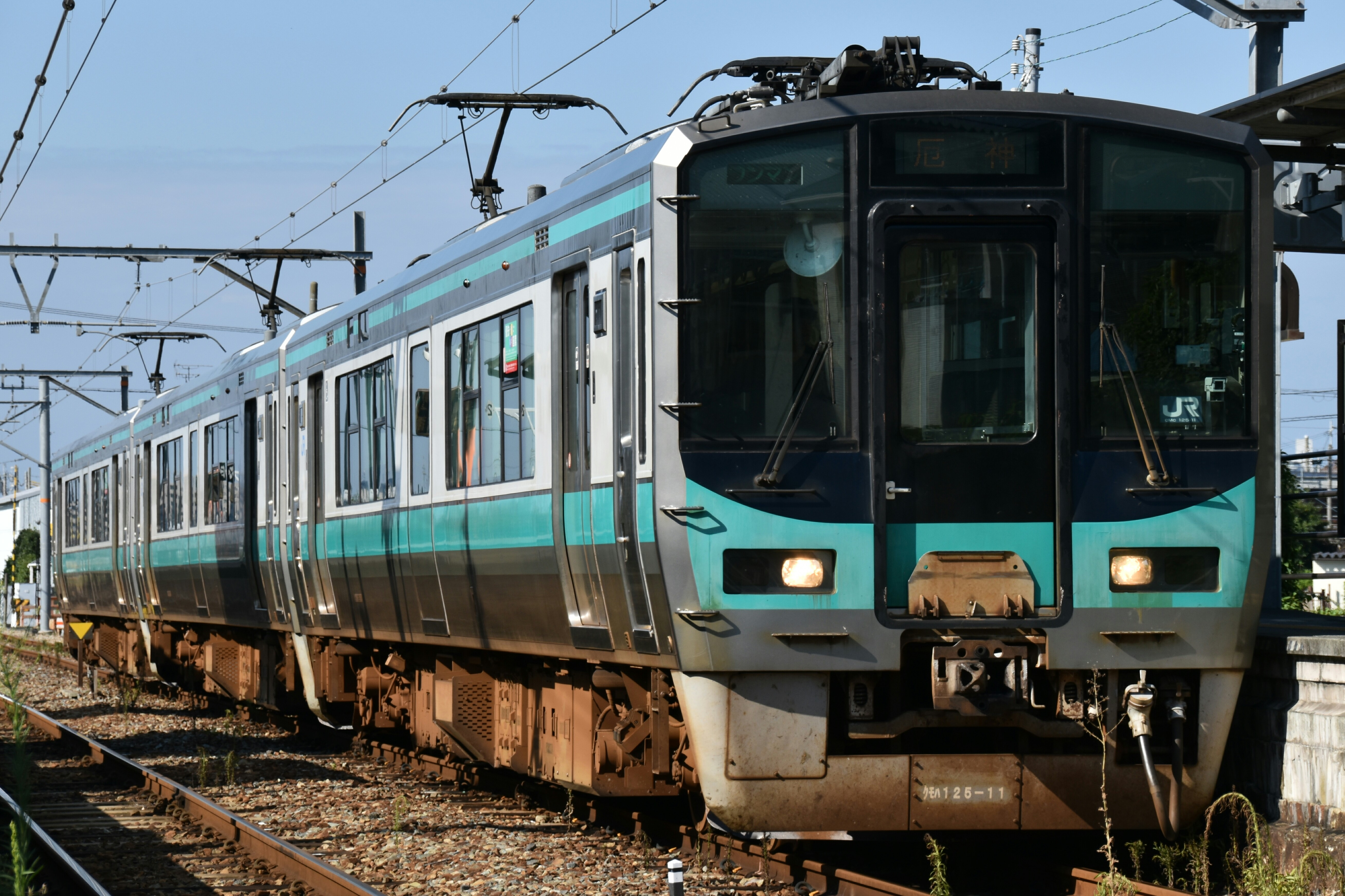
ラッシュ時に運転される3両編成

2024年（令和6年）10月1日現在、網干総合車両所加古川派出所にN編成4両（9 - 12）が所属している。103系3550番台とともに加古川線で運用されており、西脇市駅 - 谷川駅間の列車は基本的には全て本系列で運転されている（検査などで103系3550番台による代走の場合がある）。最大3両編成で運転される。検修・検査などは網干総合車両所加古川派出所で行う。

## 車歴表
凡例
- ＞：パンタグラフ（1基搭載車基準）
- 太字：パンタグラフ2基搭載（その他は1基）
- 全車川崎重工業車両カンパニー（現：川崎車両）製

| ← 敦賀東舞鶴・福知山 → | ← 敦賀東舞鶴・福知山 → | ← 敦賀東舞鶴・福知山 → | ← 敦賀東舞鶴・福知山 → | ← 敦賀東舞鶴・福知山 → | ← 敦賀東舞鶴・福知山 → |
| ---------------------- | ---------------------- | ---------------------- | ---------------------- | ---------------------- | ---------------------- |
| 編成 番号              | ＞ クモハ 125          | 次車 区分              | 落成日                 | 座席増設               | 備考                   |
| F1                     | 1                      | 1次車                  | 2002/12/20             | 2004/01/13             |                        |
| F2                     | 2                      | 1次車                  | 2002/12/20             | 2003/11/25             |                        |
| F3                     | 3                      | 1次車                  | 2002/12/20             | 2003/12/17             |                        |
| F4                     | 4                      | 1次車                  | 2002/12/18             | 2003/12/02             |                        |
| F5                     | 5                      | 1次車                  | 2002/12/18             | 2003/12/10             |                        |
| F6                     | 6                      | 1次車                  | 2002/12/18             | 2003/12/25             |                        |
| F7                     | 7                      | 1次車                  | 2002/12/18             | 2004/01/21             |                        |
| F8                     | 8                      | 1次車                  | 2002/12/18             | 2004/01/30             |                        |
| F13                    | 13                     | 3次車                  | 2006/09/07             | 対象外                 |                        |
| F14                    | 14                     | 3次車                  | 2006/09/07             | 対象外                 |                        |
| F15                    | 15                     | 3次車                  | 2006/09/07             | 対象外                 |                        |
| F16                    | 16                     | 3次車                  | 2006/09/14             | 対象外                 |                        |
| F17                    | 17                     | 3次車                  | 2006/09/14             | 対象外                 | サバ号                 |
| F18                    | 18                     | 3次車                  | 2006/09/14             | 対象外                 |                        |

| ← 谷川加古川 → | ← 谷川加古川 → | ← 谷川加古川 → | ← 谷川加古川 → | ← 谷川加古川 → |
| -------------- | -------------- | -------------- | -------------- | -------------- |
| 編成 番号      | ＞ クモハ 125  | 次車 区分      | 落成日         | 備考           |
| N1             | 9              | 2次車          | 2004/09/14     |                |
| N2             | 10             | 2次車          | 2004/09/14     |                |
| N3             | 11             | 2次車          | 2004/09/14     |                |
| N4             | 12             | 2次車          | 2004/09/14     |                |